# NTIME
In de complexiteitstheorie is NTIME( f(n) ) een complexiteitsklasse die alle beslissingsproblemen bevat die in O(f(n)) opgelost kunnen worden door een niet-deterministische turingmachine.
Veel bekende complexiteitsklassen kunnen gedefinieerd worden in termen van NTIME. 
Zo kan NP gedefinieerd worden als 
{\displaystyle \cup _{k=1}^{\infty }{\text{NTIME}}(n^{k})}
en NEXPTIME als 
{\displaystyle \cup _{k=1}^{\infty }{\text{NTIME}}(2^{n^{k}})}.
In verhouding tot DTIME geldt dat DTIME(f(n)) ⊆ NTIME(f(n)) voor elke functie f(n) aangezien de benodigde tijd op een niet-deterministische turingmachine die geen niet-determinisme gebruikt gelijk is aan een deterministische turingmachine.